# Довжанка (пам'ятка природи)
Довжанка — ботанічна пам'ятка природи місцевого значення в Україні. Розташована на території Долинської міської громади Калуського району Івано-Франківської області, на південний захід від міста Болехів.
Площа — 1,8 га, статус отриманий у 1980 році. Перебуває у віданні ДП «Болехівський держлісгосп» (Витвицьке лісництво, квартал 5, виділи 10, 18).